# فتح مقصود
فتح مقصود یک روستا در ایران است که در دهستان گرده و در منطقه کوه‌های تالش واقع شده است. فتح مقصود ۴۸ نفر جمعیت دارد. روستای فتح مقصود آخرین روستای پیله رود می‌باشد و در نقطه صفر مرزی واقع شده است، از بلندترین کوه‌های فتح مقصود و منطقه پیله رود می‌توان به کوه اوچ دره اشاره نمود که از بالای آن می‌توان دریای کاسپین را تماشا کرد.
این روستا به دلیل نزدیکی به جنگل‌های هیرکانی و دریای کاسپین دارای مراتع طبیعی سرسبزی می‌باشد که به روستای ییلاقی پیله رود معروف است و دامداران در فصل تابستان برای دام پروری به این منطقه کوچ موقتی انجام می‌دهند. از چشمه‌های این منطقه می‌تواند به هافتونی اشاره نمود که در زبان تالشی هافت به معنای عدد هفت و هونی به معنای چشمه به معنای هفت چشمه است
زبان مردم این منطقه تالشی و ترکی با لهجه پیله رودی است، از روستاهای مجاور می‌توان به لودا، میستان و جونی که از مناطق جنگلی هستن، اشاره نمود